# Хидео Шиноџима
Хидео Шиноџима (јап. 篠島 秀雄; 21. јануар 1910 — 11. фебруар 1975) био је јапански фудбалер.

## Репрезентација
За репрезентацију Јапана дебитовао је 1930. године. За тај тим је одиграо 2 утакмице и постигао 1 гол.

## Статистика
| Јапан  | Јапан   | Јапан  |
| Година | Наступи | Голови |
| ------ | ------- | ------ |
| 1930.  | 2       | 1      |
| Укупно | 2       | 1      |